# Francisco Peña Romero
Paco Peña Romero és un exfutbolista espanyol, nascut a Jerez de los Caballeros, que jugava com a defensa.

## Trajectòria
Va Començar jugant en el club de la seva terra, el Jerez CF de tercera divisió, en la temporada 1992-1993. Després de cinc fracassos consecutius en els play-offs d'ascens, el Jerez va assolir la tan anhelada promoció a 2aB per primera vegada en la seva història. Eixe mateix any en 2aB el Llevant UE es va interessar pels serveis del lateral i el va fitxar per al seu projecte a curt termini. D'aquesta forma va canviar d'equip a mitjan temporada i amb els Granotes va ascendir a la Divisió de Plata.
Amb el Llevant va estar un total de tres temporades en Segona Divisió. La temporada 2002-2003 fitxa per l'Albacete Balompié, amb el qual de nou va assolir un ascens, aquesta vegada a primera divisió. El seu primer partit en la màxima categoria va ser en l'estadi del Sevilla FC i el seu equip va perdre per 1-0. Eixe any va ser titular en 32 partits. En la seva última temporada amb el club manxec, en segona divisió, tot i ser el jugador que més minuts va jugar (2.756 minuts) no li va ser renovat el contracte.
El Reial Múrcia es va interessar pel jugador i el va fitxar per a tres temporades en l'estiu de 2006. Després d'una excel·lent campanya 2006-2007 com a titular indiscutible, aconsegueix amb l'equip pimentoner el seu quart ascens personal, el segon a 1a divisió. En la campanya 2007-2008, després d'un gran inici de temporada en la màxima categoria, va ser un dels pocs que va mantenir el nivell en la segona volta i no va poder evitar el descens a Segona Divisió.
La temporada 2008-2009 torna a ser un dels puntals de l'equip malgrat acusar el mal rendiment que la plantilla oferix amb Javier Clemente, i amb l'arribada de José Miguel Campos a la banqueta grana recupera el gran nivell que va oferir en temporades anteriors. Complix 100 partits de lliga amb el Real Murcia el 28 de març de 2009, en un encontre davant el Sevilla Atlético que va acabar 3-3 i en el qual va ser expulsat. Després de finalitzar el seu contracte amb el club pimentoner fitxa per l'Hèrcules CF per tres temporades.